# Békés György
Békés György, születési nevén Neu György (Szolnok, 1920. augusztus 8. – Budapest, 1969. május 16.) nőgyógyász, igazgató-főorvos, Roboz Ágnes (1926–2021) táncművész, koreográfus férje.

## Élete
Neu Dániel (1883–?) törvényszéki jegyző és Fridmann Ilona (1889–1945) fiaként született zsidó családban. Középiskolai tanulmányait 1930 és 1938 között a szolnoki Verseghy Ferenc Gimnáziumban végezte. A budapesti Pázmány Péter Tudományegyetem Orvostudományi Karán szerezte meg 1945-ben orvosi oklevelét. 1944-ben szigorló orvosként a Bori munkatáborba hurcolták, ahonnan sikerült eljutnia a délvidéki partizánokhoz. 1945 és 1947 között a Róbert Károly körúti kórház nőorvosa, 1947-től 1950-ig a budapesti II. sz. Nőgyógyászati Klinika tanársegéde. 1950 és 1952 között az Egészségügyi Minisztériumban dolgozott. Az 1956-os forradalom leverése után az MSZMP szervezője volt a Nőgyógyászati Klinikán. 1958 és 1960 között a drezdai nőgyógyászati klinika meghívott előadója volt. Hazatérését követően ismét a II. sz. Nőgyógyászati Klinika munkatársa lett előbb tanársegédként, majd adjunktusként. 1967. júniustól 1969-ig a Pest megyei Semmelweis Kórház igazgató-főorvosa. Tagja volt a Magyar Nőgyógyász Szakcsoport vezetőségének. A szülészet módszertanával és a női betegségek szociális vonatkozásával foglalkozott. Halálát húgyhólyagrák okozta.
A Farkasréti temetőben nyugszik.

## Művei
- Harántfekvéses szüléseink eredményei. Varga Katalinnal. (Magyar Nőorvosok Lapja, 1956, 3.)
- Egyes betegségek, főleg a vese- és érc változásokjelentősége a terhesek kórelőzményében. Csillag Miklóssal, Varga Katalinnal. (Magyar Nőorvosok Lapja, 1957, 4–5.)
- Adatok a kürtcsavarodás kórképéhez. (Magyar Nőorvosok Lapja, 1958)
- Tapasztalataink az „atypusos unwandlungszona” kolposzkópos diagnózisával kapcsolatban. Joachim Holtorff-fal. (Magyar Nőorvosok Lapja, 1961, 2.)
- Portioelváltozások nomenklatúrája kolposkópos kép alapján. (Magyar Nőorvosok Lapja, 1963, 3.)
- Therapiás tapasztalatok és javaslatok a portio ektopiumok kezelése terén. Varga Katalinnal, Lust Ivánnal. (Magyar Nőorvosok Lapja, 1965, 6.)
- Az oralis fogamzásgátlás helye a tudatos családtervezésben. Kovács Andrással. (Magyar Nőorvosok Lapja, 1967, 3.)

## Díjai, elismerései
- Magyar Népköztársasági Érdemérem (1967)